# Superintendente Battle
Superintendente Battle, da Scotland Yard é um personagem de ficção criado pela escritora inglesa Agatha Christie. 

## Personalidade
Um inteligente oficial da Scotland Yard, Battle é conhecido pela seu rosto grosseiro e por raramente demonstrar emoções. Sua especialidade são crimes de diplomacia internacional ou política. Pouco se sabe sobre Battle (seu primeiro nome permanece desconhecido), exceto que sua esposa é Mary, que tem cinco filhos, e ainda um sobrinho que também trabalha na Scoland Yard. Existem apenas cinco casos registados seus, o primeira em 1925 e o último em 1944. Apareceu no livro Cards on the Table junto com outros personagens famosos de Agatha Christie como Ariadne Oliver, Hercule Poirot e Coronel Race.

## Participação em Livros
- The Secret of Chimneys (O Segredo de Chimneys, Brasil e Portugal) - 1925
- The Seven Dials Mystery (O Mistério dos Sete Relógios, Brasil e Portugal) - 1929
- Cards on the Table (Cartas na Mesa, Brasil e Portugal) - 1936
- Murder is Easy (É Fácil Matar, Brasil ou Matar é Fácil, Portugal) - 1939
- Towards Zero (Hora Zero, Brasil ou Contagem Até Zero, Portugal) - 1944